# Batalha de Niria
A Batalha de Niria [carece de fontes?] (Niḫriya) foi o ponto culminante das hostilidades entre os hititas e os assírios pelo controle sobre os remanescentes do antigo reino de Mitani. Quando o rei hitita Supiluliuma I (r. 1344–1322) conquistou Mitani, criou duas províncias (Alepo e Carquemis), e distribuiu a grande parte dos territórios deste reino entre seus aliados. O resto do que tinha sido o reino de Mitani manteve sua independência como estado vassalo chamado Hanigalbate. Durante o reinado do rei hitita Mursil III, Hanigalbate foi conquistado pela Assíria e os assírios controlavam a margem leste do Eufrates. Quando Hatusil III expulsou Mursil III e tomou o trono hitita, teve que se contentar com a perda permanente de Hanigalbate aos assírios, apesar de sua posição anterior como um estado vassalo hitita.
O envolvimento assírio na Síria continuou sob o comando do rei Salmaneser I e precipitou uma crise com o Império Hitita. Os hititas consideraram o envolvimento assírio como um ataque claro às fronteiras de seu império e entraram em batalha sob seu rei Tudália IV, filho e sucessor de Hatusil. Isso levou a uma grande batalha que é conhecida hoje como a Batalha de Niria. Uma carta (RS 34.265) detalhando a campanha e seu resultado foi enviada por Salmaneser a Ugarite. Além disso, as informações contidas no documento hitita CTH 173 (KBo IV 14) foram interpretadas para mostrar que a batalha deve ter ocorrido por volta do 20.º ano do reinado de Salmaneser.
A ideia anterior de que Niria deveria ser equiparado a Nairi, ao longo do Alto Tigre, mostrou-se errada. De acordo com as cartas de Mari e Dur-Catlimu, Niria estava localizada na região superior de Balique.

## Resultado
O conflito entre as duas grandes potências ocorreu nas proximidades de Niria, com os assírios obtendo uma vitória decisiva. A vitória assíria abalou o Estado hitita em suas fundações quando seu rei Tudália IV enfrentou várias revoltas internas contra seu reinado. Tudália IV acabaria por superar todos esses desafios à sua autoridade e manter seu reinado. As hostilidades entre a Assíria e os hititas continuaram por cerca de cinco anos antes de uma paz ser negociada e mantida.